# Marie Therese af Østrig-Este (1849–1919)
Marie Therese Henriette Dorothea (født 2. juli 1849 i Brno, Mähren, Kejserriget Østrig, død 3. februar 1919 på Schloss Wildenwart nær Rosenheim, Oberbayern) var Bayerns sidste dronning. 
Marie Therese var født som ærkehertuginde af Østrig-Este og som prinsesse af Modena.
Hun var gift med Ludwig 3. af Bayern, der var Bayerns sidste konge i 1913 – 1918.

## Forældre
Marie Therese var datter af prins Ferdinand Karl af Østrig-Este (en bror til hertug Frans 4. af Modena) og Elisabeth Franziska af Østrig-Ungarn.
Elisabeth Franziska var datter af Josef af Østrig, der var regent (Palatin) af Ungarn fra 1796 til 1846. Elisabeth Franziskas mor var Maria Dorotea af Württemberg (datter af Ludvig, prins af Württemberg). Elisabeth Franziska var søster til Marie Henriette, der var belgiernes dronning i 1865 – 1902.

## Familie
Marie Therese var gift med kong Ludwig 3. af Bayern. De fik 13 børn, deriblandt:
- kronprins Rupprecht (1869–1955), der blev bedstefar til Bayerns nuværende tronprætendent.

- Wiltrud Marie Alix (1884–1975), der blev gift med hertug Vilhelm 2. af Urach (1864–1928). I 1918 var Vilhelm kortvarigt konge af Litauen.